# Tam Thành
Tam Thành là một xã thuộc huyện Phú Ninh, tỉnh Quảng Nam, Việt Nam.
Xã Tam Thành có diện tích 16,20 km², dân số năm 2019 là 7.154 người, mật độ dân số đạt 442 người/km².